# Gloria Guida

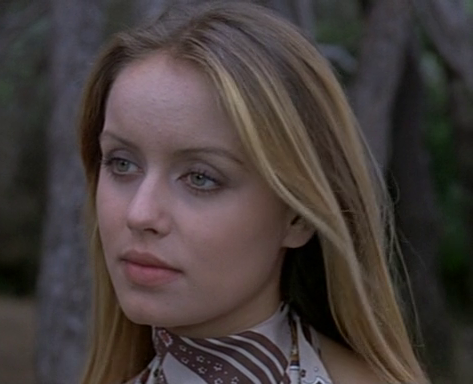
Gloria Guida (1974)

Gloria Guida (* 19. November 1955 in Meran, Südtirol) ist eine italienische Schauspielerin und Fotomodell. Sie ist für ihr Wirken in erotischen Filmkomödien bekannt.

## Biographie
Guida wurde in Meran in eine Familie aus der Emilia-Romagna geboren. Als Kind zog sie mit ihrer Familie nach Bologna um. Sie fing zuerst eine Gesangskarriere im Tanzclub ihres Vaters an der Küste Romagnas an. Später begann sie ihre Model-Karriere und wurde Miss Teenage Italien 1974. Danach wurde sie, von Mario Imperoli entdeckt, der sie zum Star in vielen Komödien machte.
Ihre zwei frühesten Filme La Ragazzina und La Minorenne, beide im Sommer 1974 gedreht, sind die Geschichten zweier weiblicher Charaktere in der Phase des Entdeckens ihrer Sexualität, häufig schwankend zwischen älteren Bewunderern und jüngeren Liebhabern. Der wahre Durchbruch kam 1975 mit Flotte Teens und heiße Jeans. Ein weiterer Film war Avere vent'anni (Oben ohne, unten Jeans, 1978), gemeinsam mit Lilli Carati. Nach ihrer Bekanntschaft mit dem Sänger und Schauspieler Johnny Dorelli, den sie 1981 bei den Dreharbeiten zu Bollenti spiriti kennenlernte, beendete sie vorübergehend ihre Filmkarriere. Beide sind seit 1991 verheiratet und haben eine gemeinsame Tochter.

## Filmografie (Auswahl)
- 1974: Leidenschaften einer Minderjährigen (La minorenne)
- 1974: Kesse Teens – die erste Liebe (La ragazzina)
- 1975: Il gatto mammone
- 1975: Flotte Teens und heiße Jeans (La liceale)
- 1975: Sonne, Sand und heiße Schenkel (Peccati di gioventù)
- 1975: Teenager lieben heiß (Blue jeans)
- 1975: Verführung einer Nonne (La novizia)
- 1975: Wenn bei süßen Teens die Hüllen fallen (Quella età maliziosa)
- 1976: Ein flottes Hausmädchen (La ragazza alla pari)
- 1976: Flotte Teens und die erste Liebe (Scandalo in famiglia)
- 1976: Das Hotel der heißen Teens (L’affitacamere)
- 1976: Liebe ohne Stundenplan (Il medico … la studentessa)
- 1977: Latin Lover (Maschio latino … cercasi)
- 1977: SOS-SOS-SOS Bermuda-Dreieck (Il triangolo delle Bermude)
- 1978: Travolto dagli affetti familiari
- 1978: Flotte Teens jetzt ohne Jeans (La liceale nella classe dei ripetenti)
- 1978: Oben ohne, unten Jeans (Avere vent’anni)
- 1978: Mord in Perfektion (Indagine su un delitto perfetto)
- 1979: Jetzt treibt sie’s auch noch mit dem Pauker (La liceale seduce i professori)
- 1979: Nachtschwester müsste man sein (L’infermiera di notte)
- 1980: Fico d’India
- 1981: He, Geister! (Bollenti spiriti)
- 1982: Das verhexte Haus (La casa stregata)
- 1982: Sesso e volentieri
- 1988: Festa di Capodanno (Fernsehserie, 2 Folgen)
- 2010: Fratelli Benvenuti (Fernsehserie, 2 Folgen)
- 2021: Before Pintus (Fernsehserie, 7 Folgen)
- 2022: Improvvisamente Natale
- 2023: Gigolò per caso (Fernsehserie, 3 Folgen)